# Сисашко-мославска жупания
Сисашко-мославска жупания e разположена в Централно Хърватско. Заема площ от 4463 км². Главен град на жупанията е Сисак. Други по-големи градове са: Глина, Костайница, Кутина, Новска и Петриня. Сисашко-мославаска жупания жупания е съставена от 13 общини.

## Население
Според преброяването през 2011 година Сисашко-мославска жупания има 172 439 души население. Според националната си принадлежност населението на жупанията има следния състав:
- хървати 82,4 %
- сърби 12,2 %
- бошняци 1,4 %